# Fundació Vila Casas
La Fundació Vila Casas és una fundació privada creada per l'empresari Antoni Vila Casas l'any 1986. El seu objectiu és la promoció de l'art català, tot i que també té un projecte de promoció de la salut. La Fundació disposa de cinc espais expositius on es poden visitar tant el fons de la col·lecció permanent de la fundació com diverses exposicions temporals. El 2009 va rebre el Premi Nacional de Cultura.

## Història
A finals del segle xx, Antoni Vila Casas tenia una col·lecció privada de gairebé un centenar d'obres d'art contemporani català, majoritàriament escultures. Durant els primers anys del segle XXI Vila Casas va crear cinc museus o espais d'art on exhibir la seva col·lecció, un per la col·lecció de fotografia, un altre per la de pintura, un altre pel d'escultura i dos espais més que acollissin mostres temporals. Aquests espais expositius sovint s'han creat adaptant espais del patrimoni arquitectònic català.

## Seus de la Fundació Vila Casas
La fundació disposa de cinc espais distribuïts per la geografia catalana:
- Museu Can Framis, Barcelona: Amb més de 3.400 m² d'exposició, el museu acull el fons pictòric de la Fundació, que consta d'unes set-centes obres (entre les més de dues-centes cinquanta exposades i les que es troben al magatzem) realitzades per artistes catalans o residents a Catalunya i datades a partir dels anys seixanta fins a l'actualitat. Es troba al carrer Roc Boronat, al districte 22@, ocupant una antiga fàbrica tèxtil i va ser inaugurat l'any 2009. Consta d'una col·lecció permament dividida en tres plantes i d'un espai d'exposicions temporals anomenat Espai Aø.

- Casa Manuel Felip, al carrer d'Ausiàs Marc, 20 de Barcelona. Des del 1998, la seu de la Fundació es troba al principal de l'edifici, originàriament residència de la família Felip, que en va encarregar la construcció a l'arquitecte Telm Fernández l'any 1901. Actualment, el principal no està obert al públic però es pot visitar amb la compra del catàleg o contactant amb la Fundació.[4]

- Museu Can Mario: col·lecció d'escultura contemporània i exposicions temporals. Inaugurat l'any 2004 a Palafrugell (Girona), acull al voltant de tres-centes escultures que daten des de la dècada dels 60 fins a l'actualitat i que pertanyen a diversos artistes nascuts o residents a Catalunya. Addicionalment, cada any s'organitzen exposicions temporals. Can Mario era una antiga fàbrica de suro de principis del segle xx de l'empresa surera Miquel & Vincke.[5] Avui és un espai per a la contemplació artística situat en una plaça, on també es poden trobar la Torre de l'Aigua modernista i el Museu del Suro. Des de l'abril del 2011 el museu compta amb la Sala Empordà al seu interior,[6][7] dedicada exclusivament a la celebració de mostres d'autors vinculats a l'Empordà. A l'exterior, un jardí d'escultures acull trenta-tres peces d'artistes catalans.[8]

- Palau Solterra: col·lecció permanent i exposicions temporals de fotografia contemporània d'artistes nacionals i internacionals, a diferència de la resta d'espais de la Fundació. Situat a la localitat empordanesa de Torroella de Montgrí (Girona) i inaugurat l'any 2000, acull unes dues-centes fotografies contemporànies d'artistes de diverses parts del món, entre els quals hi destaquen Chema Madoz, Alberto García Álix, Toni Catany, o Otto Lloyd, entre d'altres. És un palau del segle xv d'arquitectura civil que va ser residència històrica dels comtes de Torroella de Montgrí. Anualment s'organitzen exposicions temporals i un cicle de conferències sobre història i humanitats.[5] També es poden veure obres d'artistes com Xavier Miserachs, Ouka Lele o Frank Horvat, entre molts d'altres.[9]

- Espais Volart: inaugurats l'any 2002 i ampliats l'any 2017, acullen exposicions temporals d'artistes catalans contemporanis del fons de la col·lecció. Ubicats, per una banda, als magatzems de la finca del núm. 22 (Casa Antònia Puget) i els baixos del núm. 20 (Casa Manuel Felip) del carrer d'Ausiàs Marc, gaudeixen d'un marc arquitectònic modernista.[10]

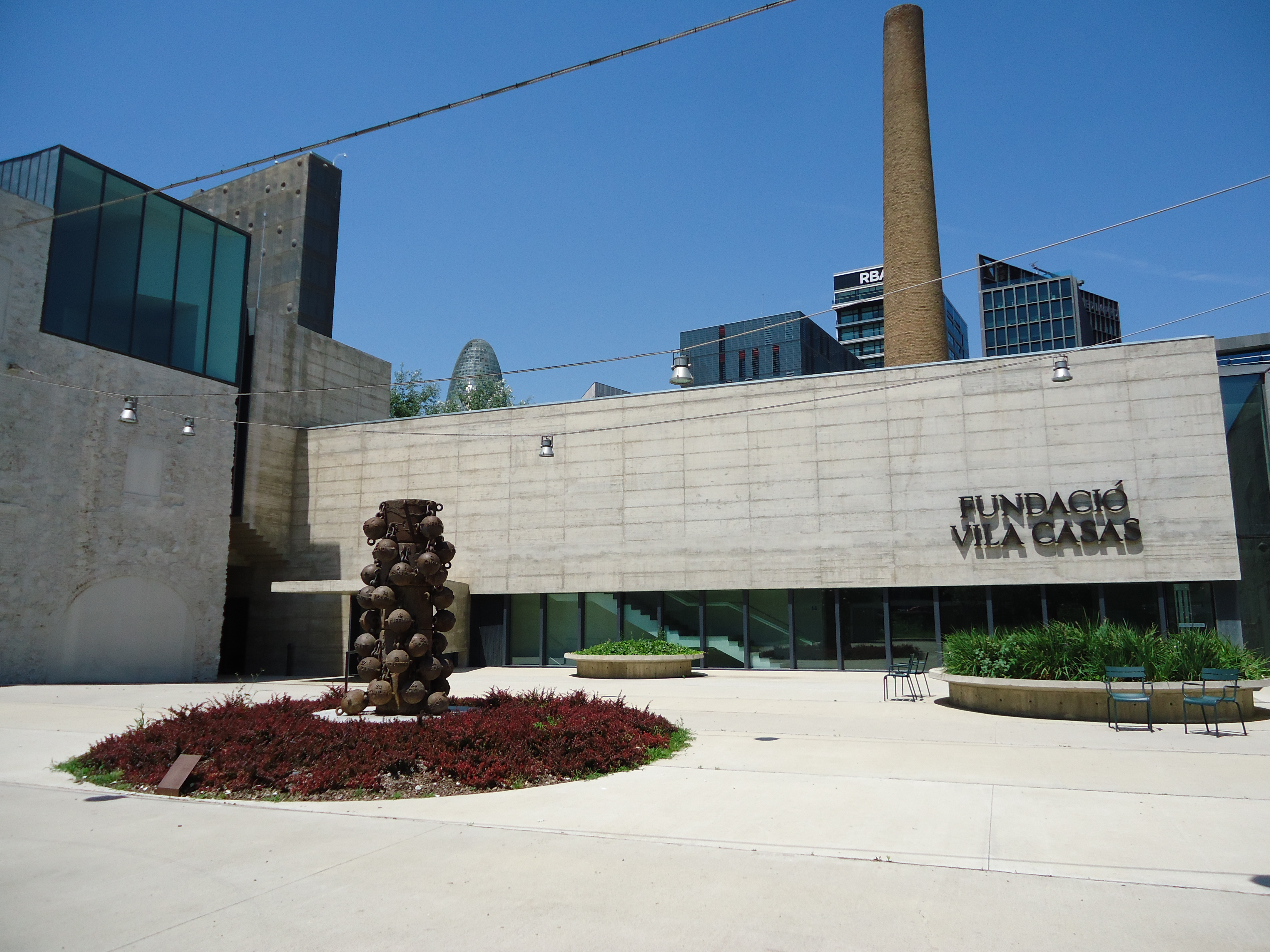
Can Framis
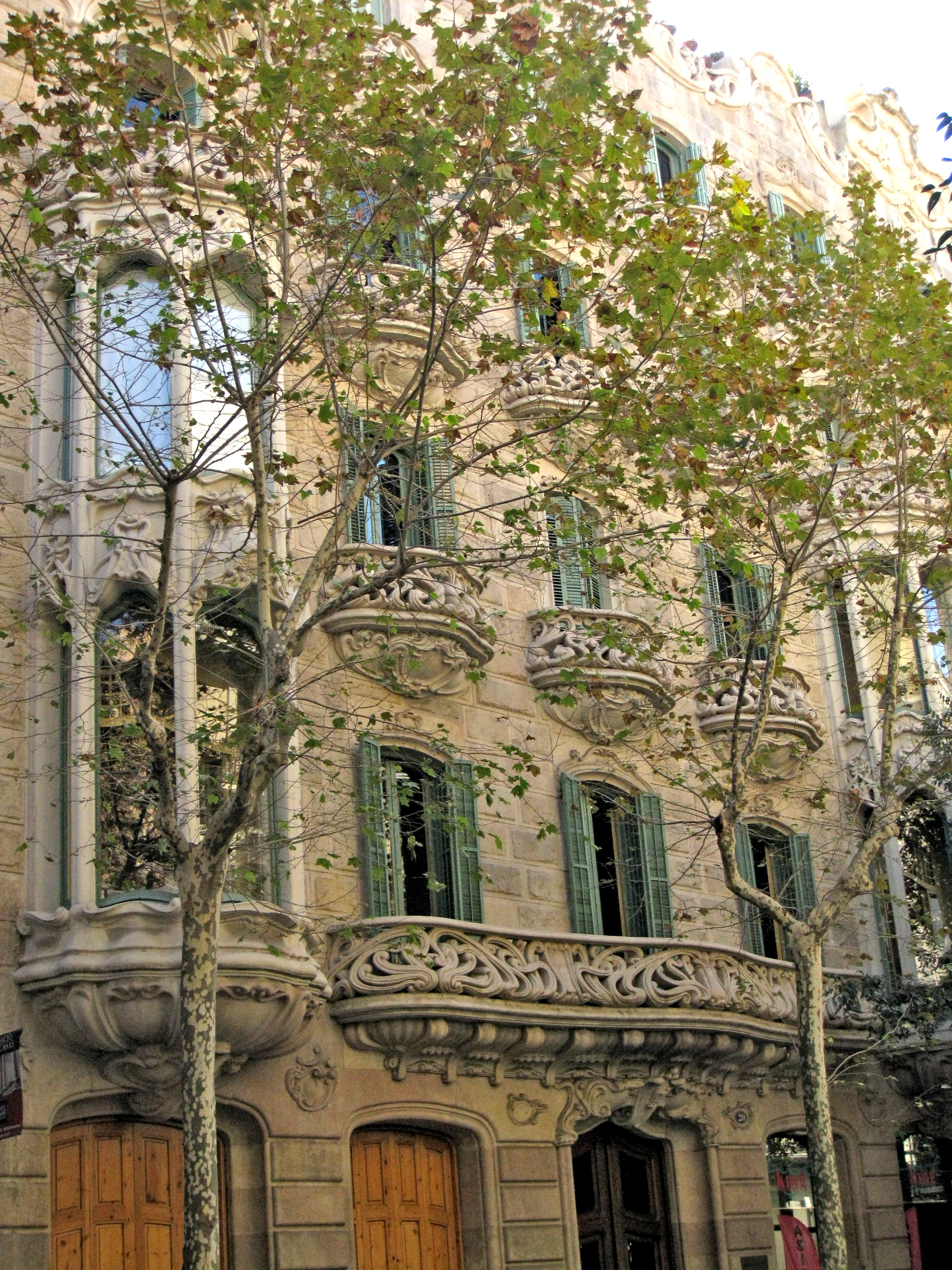
Casa Manuel Felip
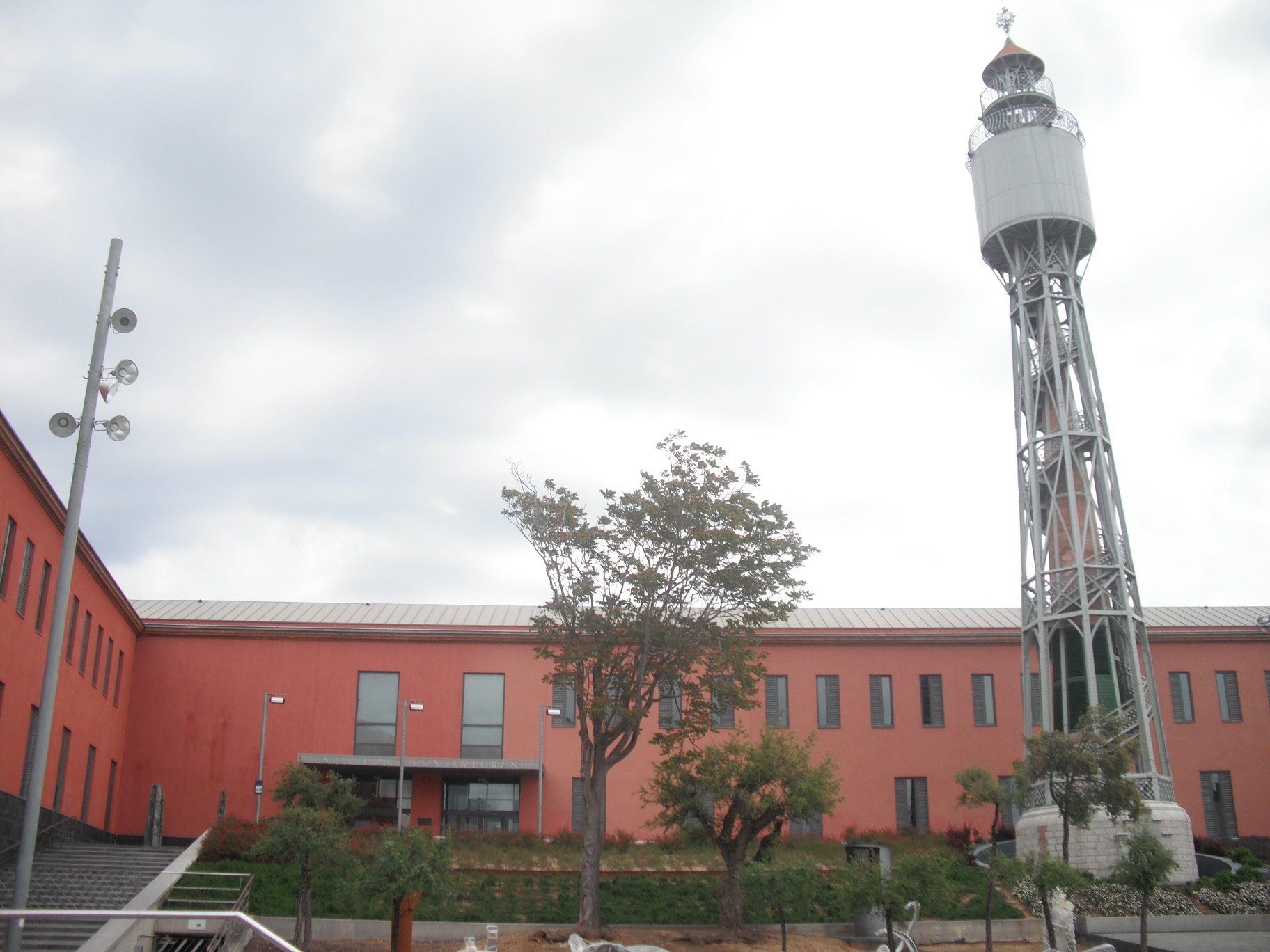
Can Mario
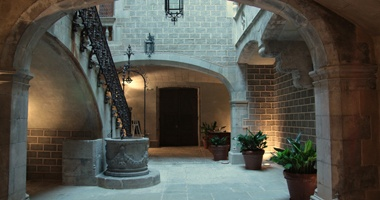
Palau Solterra
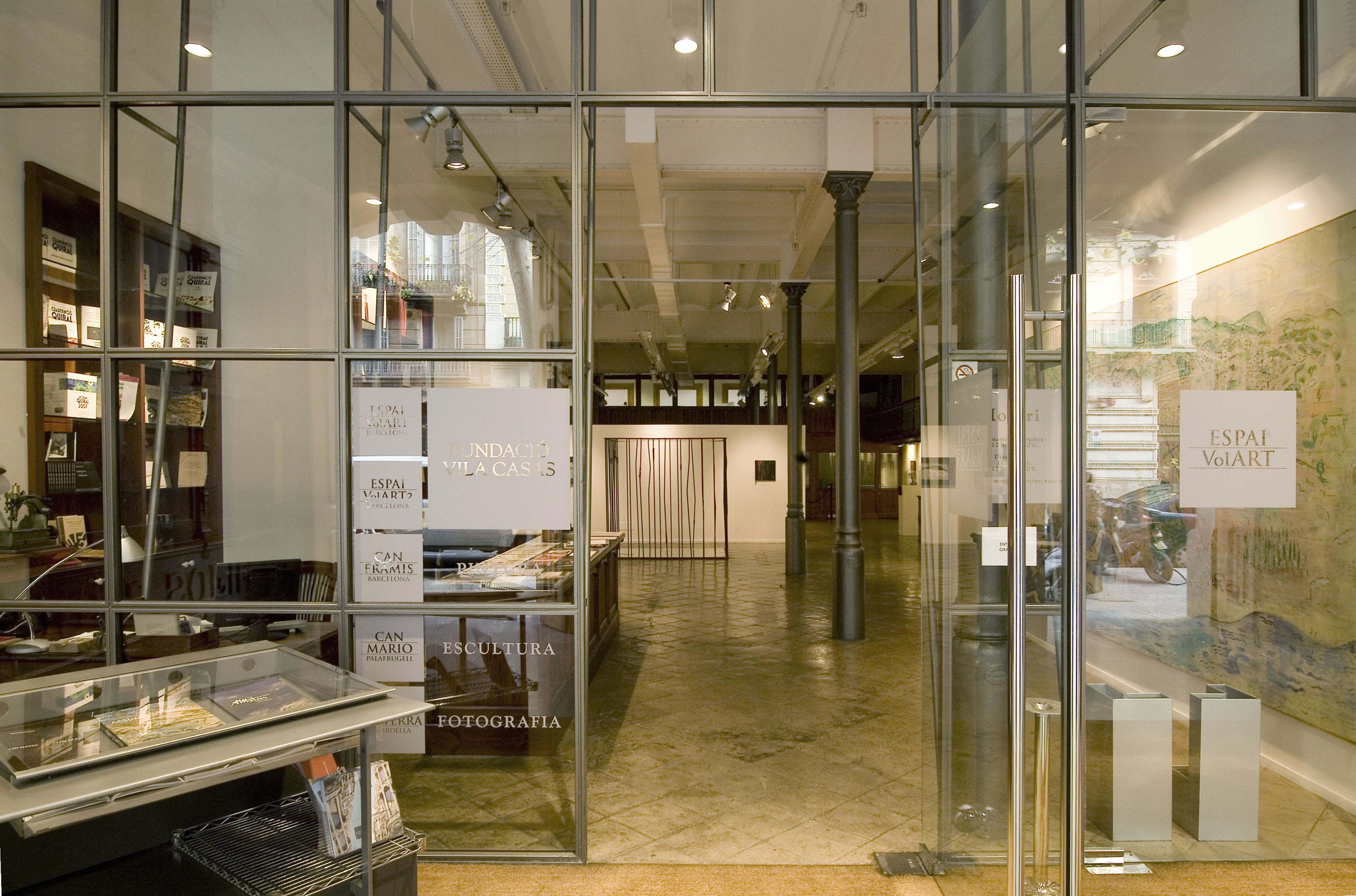
Espais Volart

## Objectius de la Fundació Vila Casas
Els objectius de la Fundació Privada Vila Casas són:
En l’àmbit artístic, l'objectiu principal és la promoció d’artistes i recuperació de trajectòries artístiques d’artistes catalans, és a dir, que viuen o treballen a Catalunya, a través de:
- Exposicions
- Conferències
- Donacions
- Organització de Premis.
- Promocionar els col·leccionistes.

En l’àmbit sanitari:
- Crear un diàleg entre professionals de la sanitat, els mitjans de la comunicació i la societat.

## Premis atorgats
El 2001 es van crear els premis de la Fundació Vila Casas amb l'objectiu de promoure l'art contemporani i enriquir el fons de la col·lecció. La Fundació convoca anualment premis de pintura, fotografia i escultura per a artistes. La convocatòria és rotativa, cada any es dedica a una de les tres disciplines esmentades. La decisió del jurat es fa pública el dia de la inauguració de l'exposició col·lectiva de les obres seleccionades (aproximàdament una vintena d'artistes/peces). El guanyador/a rep una aportació econòmica i l'oportunitat de realitzar una exposició individual l'any següent. Els premis en la història de la Fundació han estat:
- 2001 - Premi de pintura: Francesc Ruestes
- 2002 - Premi d'escultura: Àngels Ribé
- 2003 - Premi de pintura: Victor Pérez Porro
- 2006 - Premi d'escultura: Salvador Juanpere. Premi de pintura : Gregorio Iglesias
- 2007 - Premis d'escultura: Gabriel Metatrón (trajectòria), Mónica Uz (promoció). Premis de pintura : Joaquim Chancho (trajectòria), Rómulo Royo (promoció)
- 2008 - Premi de fotografia: Judith Vizcarra
- 2009 - Premi d'escultura: Alberto Peral
- 2010 - Premi de pintura: Jordi Isern
- 2011 - Premi de fotografia: Pedro Madueño
- 2012 - Premi d'escultura: Javier Garcés
- 2013 - Premi de pintura: Jordi Lafon, Silvia Martínez-Palou i Lidia Masllorens
- 2014 - Premi de fotografia: Oriol Jolonch (1r premi: Èxode) i Miguel Cabezas (2n premi: El llac)
- 2015 - Premi d'escultura: Gerard Mas
- 2016 - Premi de pintura: Jordi Diaz Alamà
- 2017 - Premi de fotografia: Alvaro Sánchez-Montañés
- 2018 - Premi d'escultura: Paul Daly
- 2019 - Premi de pintura: Jordi Martoranno
- 2020 - Premi de fotografia: Sophie Köhler (1r premi: El jove sense la perla) i Maria Alzamora (2n premi: el gest mínim)[11]
- 2021 - Premi d'escultura: Stella Rahola Matutes
- 2022 - Premi de pintura: Rafel G. Bianchi
- 2023 - Premi de fotografia: Carma Casulá
- 2024 - Premi d'escultura: Marc Larré

## Patronat de la Fundació Vila Casas
- President Fundador: Antoni Vila Casas
- Presidenta: Montserrat Pascual Samaranch
- Patrons: Miquel Vilardell Tarrés, Gloria Bosch, Montserrat Viladomiu Pascual, Ricardo Rodriguez Valverde
- Director general: Joan Torras Ragué[12]
- Secretari: Ricardo Rodríguez Valverde
- Vicesecretari - tresorer: Joan Torras Ragué[13]